# Temnitzquell
Temnitzquell es un municipio situado en el distrito de Prignitz Oriental-Ruppin, en el estado federado de Brandeburgo (Alemania), a una altitud de 60 metros. Su población a finales de 2016 era de unos 755 habs. y su densidad poblacional, 12 hab/km².